# كينت هيل
كينت هيل (بالإنجليزية: Kent Hill) هو لاعب كرة قدم أمريكية أمريكي، ولد في 7 مارس 1957 في أميريكوس في الولايات المتحدة.

## وصلات خارجية
- كينت هيل على موقع مرجع كرة القدم المحترفة.كوم (الإنجليزية)
- كينت هيل على موقع قاعة جورجيا للمشاهير الرياضية (مؤرشف) (الإنجليزية)